# Dirk Schrade
Dirk Schrade (n. 29 iunie 1978, Münsingen, Republica Federală Germania, Germania) este un sportiv german, medaliat olimpic. A participat la o ediție a Jocurilor Olimpice (2012) în care a câștigat o medalie de aur.

## Participări
Lista de mai jos prezintă principalele competiții la care a participat Dirk Schrade de-a lungul carierei.
- equestrian at the 2012 Summer Olympics – team eventing[*]